# Peinture surréaliste
La peinture surréaliste est un courant pictural issu du mouvement surréaliste. Elle est particulièrement active et organisée entre la fin des années 1920 et le déclenchement de la Seconde Guerre mondiale, lors duquel ses membres se dispersent, tout en conservant une influence durable.
Elle s'inscrit dans le sillage de l'art moderne : plusieurs artistes surréalistes ont été influencés par le cubisme, le futurisme ou encore l'art abstrait. Les peintres surréalistes s'attachent au thème du rêve, faisant émerger des figures sans lien logique apparent sur la toile, ou proposant des scènes mentales tourmentées.
Parmi les grands peintres surréalistes, on compte Salvador Dali, Yves Tanguy, Max Ernst, René Magritte, Paul Delvaux ou encore Victor Brauner.
Après-guerre se fondent des groupes comme cobra, qui entendent poursuivent la peinture surréaliste. Une bonne partie de l'art de la seconde partie du XXe siècle s'inspire des techniques surréalistes, en particulier l'art brut et l'action painting.

## Précurseurs

### Jérôme Bosch

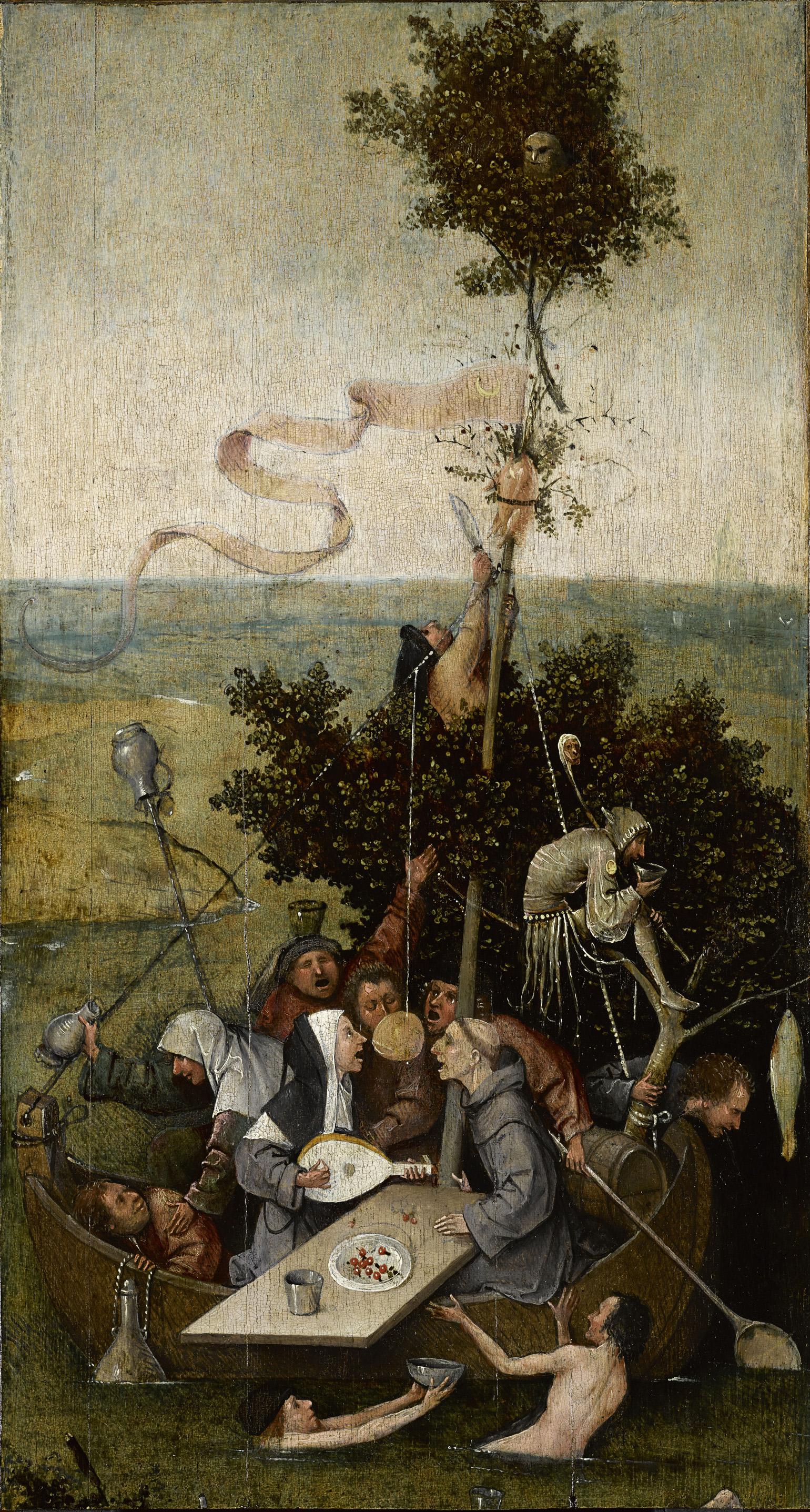
Jérôme Bosch est une référence majeure pour le surréalisme, entre autres pour son tableau La Nef des fous

La première figure que la postérité retient en tant que précurseur du mouvement surréaliste est Jérôme Bosch,. Il est à ce titre qualifié d'artiste proto-surréaliste (en),, bien que des réserves aient été émises par l'historien de l'art Walter Bosing en raison du caractère anachronique de cette comparaison. La réception qu'en ont fait les artistes surréalistes évincent complètement l'aspect religieux des tableaux de Bosch, y préférant davantage le caractère grotesque et macabre de ses peintures, en plus de l'atmosphère fantasmagorique et inquiétante qui se dégagent des toiles de l'artiste de la Renaissance,.

### Giuseppe Arcimboldo
Le peintre milanais Giuseppe Arcimboldo est lui aussi crédité en tant qu'influence majeure du mouvement surréaliste.

### Autres maîtres cités
Chez les maîtres anciens, les peintres surréalistes ne cherchent pas des maîtres, mais surtout des correspondances soulignant l'intrusion du rêve dans la réalité. Sont ainsi régulièrement citées des œuvres de Francisco de Goya, William Blake, Caspar David Friedrich ou Füssli.

### La poursuite de la peinture moderne
Parmi les peintres récents, ils s'inscrivent dans la poursuite du modernisme, citant des peintres comme Paul Gauguin, Gustave Moreau, Edvard Munch ou Emil Nolde.
Dans Le Surréalisme et la peinture, André Breton affirme que la grande bascule artistique a eu lieu en 1910, avec d'un côté l'émergence du cubisme, notamment autour de Pablo Picasso, régulièrement cité voire vénéré par les surréalistes, et de l'autre côté l'invention de l'art abstrait : André Breton rend hommage à Vassili Kandinsky dans ce même ouvrage. Les surréalistes louent également Marc Chagall pour son travail du rêve, sa fusion des personnages et l'abandon de la pesanteur dans ses œuvres. Paul Klee est également cité dans le Manifeste de 1924.
Les artistes de dada et du surréalisme ont revendiqué l'influence de Giorgio de Chirico, bien que celui-ci n'ait pas directement appartenu à un des deux mouvements. Ils admirent notamment son symbolisme menaçant, l'irruption d'éléments étranges sans lien logique apparent, son travail de mise en scène intérieur, qu'il qualifie lui-même de « peinture métaphysique ». (Chirico se détourne néanmoins d'eux au cours des années 1920, en affirmant revenir à une forme de classicisme. La rupture devient nette en 1928.)

## Historique

### La peinture surréaliste existe-t-elle?
« On dit qu’il ne saurait y avoir de peinture surréaliste. Peinture, littérature, qu’est-ce là »

— André Breton, Le surréalisme et la peinture
En 1924, dans le premier Manifeste du surréalisme, André Breton est quasiment muet sur la peinture. Contrairement à la littérature, l’application de la définition du surréalisme dans le domaine pictural n’est pas encore établie. 
Max Morise, dès le premier numéro de La Révolution surréaliste, questionne la possible existence d’une « plastique surréaliste » . Dans sa chronique sur les beaux-arts intitulée « Les yeux enchantés », il considère que « ce que l’écriture surréaliste est à la littérature, une plastique surréaliste doit l’être à la peinture, à la photographie, à tout ce qui est fait pour être vu ». Alors que l’automatisme est considéré, à cette époque, comme la technique véritable en littérature, son application au domaine plastique pose encore question. En avril 1925, Pierre Naville, dans le numéro 3 de la revue, ira jusqu’à affirmer : « plus personne n’ignore qu’il n’y a pas de peinture surréaliste. Ni les traits du crayon livré au hasard des gestes, ni l’image retraçant les figures de rêve, ni les fantaisies imaginatives, c’est bien entendu, ne peuvent être ainsi qualifiées ». Réagissant à cette « attitude négatrice », Breton commence à publier Le surréalisme et la peinture : 
« L’œuvre plastique, pour répondre à la nécessité de révision absolue des valeurs réelles sur laquelle aujourd’hui tous les esprits s’accordent, se réfèrera donc à un modèle purement intérieur, ou ne sera pas. »

### Les débuts
Parmi les peintres surréalistes de la première période figure Max Ernst, qui était, comme la plupart des membres fondateurs, auparavant membre de dada. Sa pratique se caractérise notamment par le collage, qu'il produisait notamment avec Francis Picabia. Dans le même temps, transcrivant en peinture le principe littéraire de l'écriture automatique, André Masson peint par automatisme, laissant (ou prétendant laisser) son bras courir au hasard sur la page. Joan Miro rejoint également le groupe très rapidement, puis Yves Tanguy. La peinture surréaliste est liée par l'intrusion du rêve et le refus des règles classiques, mais les pratiques de ses membres sont très diverses.

Dans son ouvrage Le Surréalisme et la peinture, André Breton affirme l'importance qu'eut pour eux l'arrivée de Joan Miro. Miró constitue en effet  une recrue de choix pour le mouvement surréaliste. 

« L'entrée tumultueuse de Miró en 1924 marque une date importante de l'art surréaliste. Miró […] franchit d'un bond les derniers barrages qui pouvaient encore faire obstacle à la totale spontanéité de l'expression. À partir de là, sa production atteste d'une liberté qui n'a pas été dépassée. On peut avancer que son influence sur Picasso, qui rallie le surréalisme deux ans plus tard, a été en grande partie déterminante. »

Paul Klee, qui est cité positivement dans le Manifeste de 1924, participe à l'exposition surréaliste de 1925 et publie des dessins dans La Révolution surréaliste. Plusieurs poètes, comme René Crevel et Paul Eluard, lui consacrent des essais ou des poèmes. Il n'adhère jamais au mouvement, mais lui et les surréalistes s'influent mutuellement. Son travail pictural est en effet volontiers automatique, fait émerger le rêve, le merveilleux et l'humour, tout en traduisant une recherche dans l'inconscient.

### Ralliements et expansion: la fin des années 1920 et les années 1930

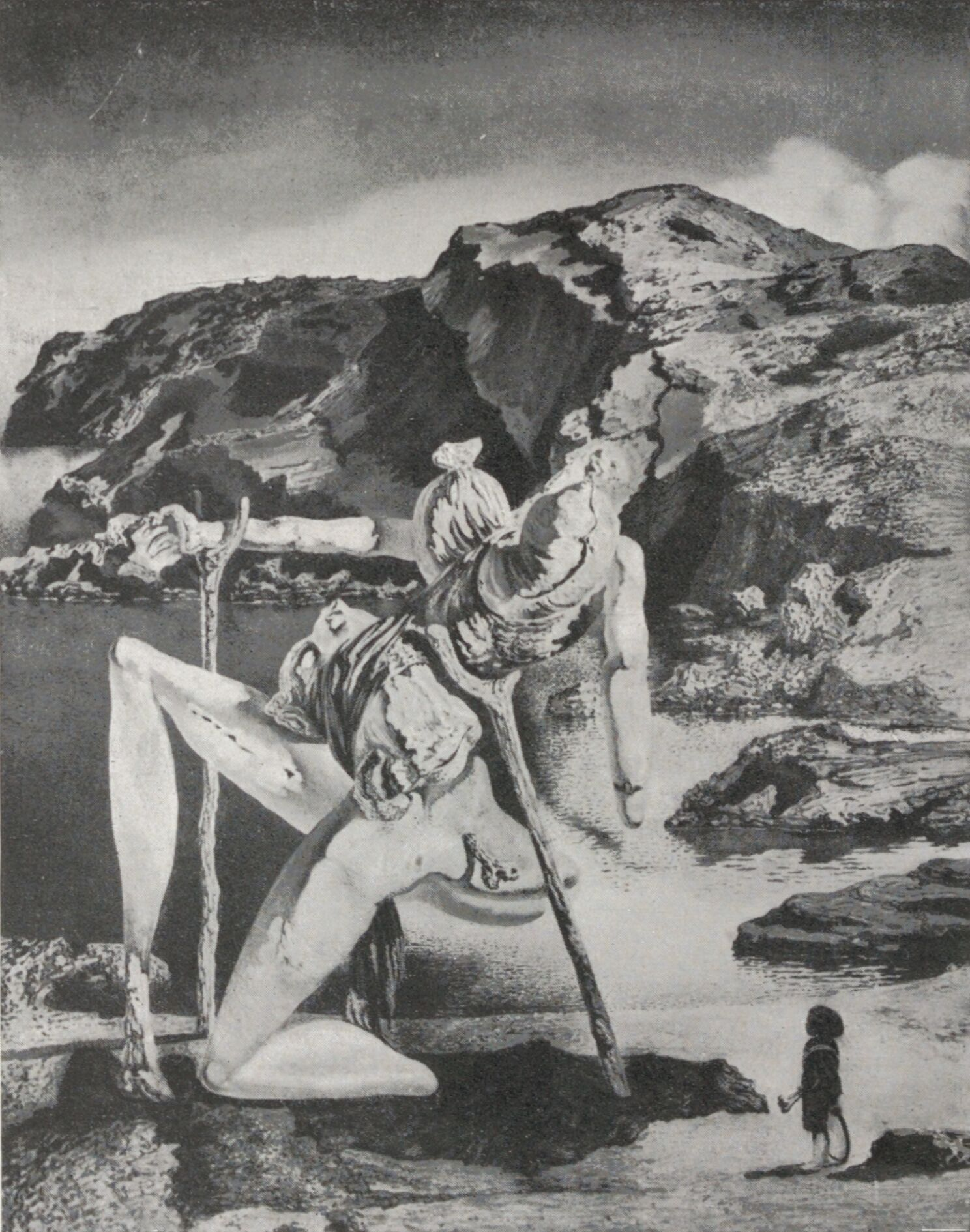
Reproduction du Spectre du sex-appeal de Salvador Dalí, réalisé en 1934.

L'un des représentants les plus fameux de la peinture surréaliste, Salvador Dali, arrive à Paris en 1928. Il est d'abord connu par le groupe pour la co-création du film Un Chien andalou avec Luis Buñuel. Alors qu'il était d'abord attiré par le futurisme et le cubisme, il s'inscrit nettement dans la pratique surréaliste avec sa toile Le Grand Masturbateur, peinte en 1929. Il développe ensuite sa méthode « paranoïaque-critique », qui suscite l'admiration d'André Breton et le voit produire ses tableaux les plus célèbres. Il est régulièrement mis en marge du mouvement, notamment lorsqu'il fait part de son admiration pour Adolf Hitler, mais continue de participer aux revues surréalistes.
Au moment où Dali prend la première place au sein des peintres surréalistes, Joan Miro vit assez mal les dissensions politiques du groupe. Il déclare vouloir « assassiner la peinture » et travaille sur de nombreux collages, d'une manière assez différente de ceux des cubistes et des dadaïstes, puisqu'il abandonne la précision dans les formes.
Le peintre roumain Victor Brauner rejoint officiellement le surréalisme en 1930. Depuis 1924 et la fondation de sa revue 75 HP, il s'en rapprochait néanmoins déjà (sans avoir lu le Manifeste d'André Breton), notamment à travers l'influence de Giorgio de Chirico.
À partir de 1934, la peinture du belge Paul Delvaux se rapproche fortement des recherches surréalistes. Il travaille notamment avec obstination sur le thème du rêve, ce qui lui vaut d'être présent à l'Exposition internationale de peinture surréaliste en 1938.

### Exils et dispersions
Le déclenchement de la Seconde Guerre mondiale entraîne la dispersion des membres du mouvement surréaliste. Le peintre Max Ernst est d'abord interné dans des camps français, au motif qu'il est citoyen allemand. Plusieurs membres se retrouvent à Marseille, sous l'aile du Centre américain de secours dirigé par Varian Fry et  Daniel Benedite. Autour d'André Breton arrivent de nombreux peintres : Victor Brauner, Oscar Dominguez, Max Ernst libéré, Jacques Hérold, Wilfredo Lam, André Masson et Hans Bellmer.
Plusieurs surréalistes se réunissent à New York, où ils bénéficient de l'aide de Peggy Guggenheim, qui a épousé Max Ernst en 1941. En 1942 a ainsi lieu l'exposition Art Of This Century au Musée Guggenheim, où sont exposés de nombreux surréalistes, et pour laquelle André Breton aide Peggy Guggenheim à établir le catalogue, qui sera préfacé par Hans Arp et Piet Mondrian.
Salvador Dali se rend aux États-Unis au début du conflit mondial. Il y entre en quête de notoriété, se convertit au catholicisme, et abandonne le groupe surréaliste.

### Après-guerre

#### Cobra
En 1948 est formé le groupe cobra, qui cherche à revenir à un surréalisme « pur » opposé à un surréalisme intellectualisé que ses membres imputent à André Breton. Le groupe se forme à Paris, mais est composé surtout de membres hollandais ou belges flamands : Christian Dotremont, Jacques Calonne, Joseph Noiret, Asger Jorn, Karel Appel, Pierre Alechinsky, Carl-Henning Pedersen, Constant, Corneille, Jan Nieuwenhuys, Pol Bury, Georges Collignon, Henry Heerup, Egill Jacobsen, Ejler Bille, Jacques Doucet et Jean-Michel Atlan. Ils s'intéressent notamment à l'art brut, les réalisations de l'art primitif celte et scandinave, les dessins d'enfants, et renouent avec l'automatisme. Pierre Alechinsky, notamment, est très apprécié par André Breton et Joyce Mansour.

## Traits esthétiques et techniques

### Se libérer de la perception traditionnelle
Les peintres surréalistes ont produit des œuvres parfois radicalement opposées, si bien que trouver un critère permettant de déterminer au premier coup d'oeil qu'une peinture est surréaliste a semblé une entreprise impossible aux critiques. Les surréalistes, d'ailleurs, ont accepté et revendiqué cette pluralité. Une ligne directrice est néanmoins établie par André Breton dès son premier article sur « Le surréalisme et la peinture » (La Révolution surréaliste, 4) : il s'agit tout d'abord de répondre à « un modèle purement intérieure ». L'abandon de l'imitation de la réalité perçue est complet. La perception habituelle de l'objet extérieur est considérée comme limitante : les peintres surréalistes s'efforcent de casser cette perception, de faire surgir des éléments et des perceptions nouvelles, en fonction d'exigences internes.

### Le collage
Le collage est l'assemblage de différentes formes créant un tout nouveau. Cette pratique est initiée par les artistes de dada puis reprise par les surréalistes, notamment dans les premiers temps du mouvement. Dans les arts visuels, un collage peut comprendre des coupures de journaux, des rubans, des morceaux de papiers colorés ou faits à la main, des photographies, etc., collés sur un support solide ou une toile. Selon le critique Jean-Luc Rispail, « Le collage a pour fonction de démystifier et de révéler une vérité cachée sous les apparences ».

### La méthode paranoïaque-critique de Salvador Dali
La méthode paranoïaque-critique est une technique inventée par Salvador Dalí et utilisée par lui seul. Elle consiste, selon Dali, de se mettre dans un état paranoïaque : peur que soi-même soit manipulé, ciblé ou contrôlé par d'autres. Dans la pratique, Dali travaille sur ses propres obsessions, qu'il déconstruit ensuite dans un univers onirique et brutal. La sexualité, la mort, les monstres, le cannibalisme, les animaux et les matières fécales sont constitutifs de son paysage mental ; il les traite avec provocation et souvent avec humour.
Dali la définit comme « une méthode spontanée de connaissance irrationnelle, basée sur l’objectivation critique et systématique des associations et interprétations délirantes ». atrice Schmitt, à propos d'une rencontre entre Dalí et Lacan, nota que « la paranoïa selon Dalí est aux antipodes de l'hallucination par son caractère actif ». Elle est à la fois méthodique et critique. Elle a un sens précis et une dimension phénoménologique et s'oppose à l'automatique, dont l'exemple le plus connu est le cadavre exquis. Faisant le parallèle avec les théories de Lacan, il conclut que le phénomène paranoïaque est de type pseudo-hallucinatoire. Les techniques d'images doubles sur lesquelles Dalí travaillait depuis Cadaqués (L'Homme invisible, 1929) étaient particulièrement propres à révéler le fait paranoïaque.

## Postérité
L'exposition Art Of This Century, ouverte le 20 octobre 1942 au Musée Guggenheim, a une influence considérable sur certains jeunes peintres américains qui fréquentent le groupe surréaliste, en particulier Robert Motherwell et Jackson Pollock, qui seront plus tard tenant de l'action painting. André Masson voit dans ce mouvement pictural « le rebondissement de l'automatisme d'une manière grandiose ».